# Svenska mästerskapen i banhoppning inomhus 2019
Svenska mästerskapen i banhoppning inomhus 2019 arrangerades av Södertälje ridklubb som ett samlat mästerskap både för ponny och häst mellan den 30 oktober till 3 november 2019 för ponny och mellan 7 och 10 november för häst.

## Resultat
| Placering | Ryttare           | Häst            | Klubb                  |
| --------- | ----------------- | --------------- | ---------------------- |
| 1         | Viktor Melin      | Atina           | Åby ridklubb           |
| 2         | Emma Emanuelsson  | Chaploon        | Nääs hästsportförening |
| 3         | Marcus Westergren | Astree de Burgo | Åby ridklubb           |

| Placering | Ryttare          | Häst       | Klubb                          |
| --------- | ---------------- | ---------- | ------------------------------ |
| 1         | Cora Sidney Hirn | Chaginue   | Föreningen Runsten Equestrians |
| 2         | Frida Larsson    | Exxica     | Flyinge hästsportklubb         |
| 3         | Tom Svitzer      | Alida Nike | Helsingborgs fältrittklubb     |

| Placering | Ryttare             | Häst              | Klubb                          |
| --------- | ------------------- | ----------------- | ------------------------------ |
| 1         | Ingemar Hammarström | Captain Sparrow 5 | Mitt Hjärta hästsportförening  |
| 2         | Anna Hugoson-Feldt  | Tango Line H      | Dagstorpsortens ryttarförening |
| 3         | Mette Grönland      | Quinte Z          | Djursholms ridklubb            |

| Placering | Ryttare             | Häst          | Klubb                                |
| --------- | ------------------- | ------------- | ------------------------------------ |
| 1         | Lovisa Korneliusson | Citty Cat BIC | Hagens ridsportförening              |
| 2         | Cajsa-Stina Jönsson | Iliza (45)    | Helsingborgs fältrittklubb           |
| 3         | Nellie Danielsson   | Conny         | Föreningen Trollhättans sportryttare |

| Placering | Ryttare           | Häst           | Klubb                      |
| --------- | ----------------- | -------------- | -------------------------- |
| 1         | Signe Svensson    | Bright Eyes    | Jump Club ridsportförening |
| 2         | Liv Dagertun      | Oatfield Rosie | Piteå ridklubb             |
| 3         | Sofia Lindh-young | Brad Pitt      | Flyinge ryttarförening     |

| Placering | Ryttare          | Häst                  | Klubb                          |
| --------- | ---------------- | --------------------- | ------------------------------ |
| 1         | Mathilda Hansson | Unsphinx D'hurl 'Vent | Dagstorpsortens ryttarförening |
| 2         | Lilly Johansson  | Small Titan           | Hittarps ridklubb              |
| 3         | Meja Wikström    | Ambra                 | Vännäs ryttarförening          |

| Placering | Ryttare             | Häst                | Klubb                          |
| --------- | ------------------- | ------------------- | ------------------------------ |
| 1         | Nelly Lindgren      | Stald Fox's Mr Fox  | Örebro Ryttarteam föreningen   |
| 2         | Nathalie Wennerhorn | Blaengwen Kato Star | Rastaborg ridklubb             |
| 3         | Meia Löfberg        | Knockmeal Spot On   | Föreningen Ölands sportryttare |